# Mocăniță

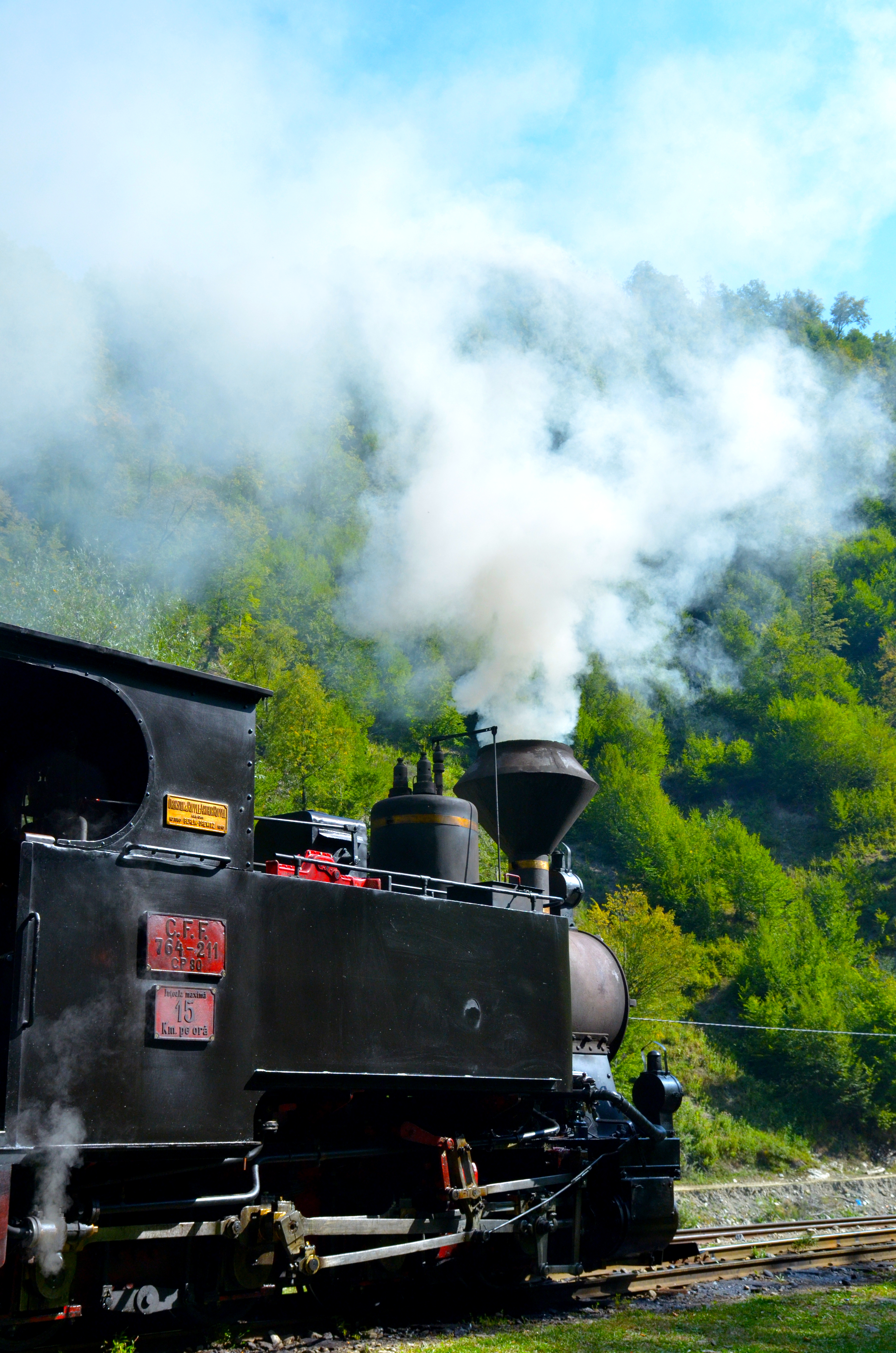
Mocăniță a Valea Vaserului

El mocăniță (pronunciat en romanès: [mokəˈnit͡sə]) és un ferrocarril de via estreta a Romania, més concretament a Maramureș, Transsilvània i Bucovina. Arquetípicament, es troben en zones muntanyoses i les locomotores que hi operen (que també es poden anomenar mocăniță) funcionen amb vapor. Aquests ferrocarrils es van construir per a serveis de càrrega i passatgers - alguns en l'era de l'Imperi Austrohongarès, abans de 1920 -, però van caure en mal estat amb el pas dels anys. Alguns s'estan rehabilitant ara amb finalitats turístiques.

## Etimologia
La paraula mocăniță és un terme d'atracció, derivat de la paraula romanesa mocan, que significa pastor o aquell que viu a la muntanya, i sufixat com a femení i diminutiu d'acord amb la tradició de nomenar mitjans de transport i d'indicar petites dimensions. També s'ha suggerit que significa "màquina de cafè", ja que una de les petites locomotores recorda una d'aquestes en acció.

## Mocănița de la Vall de Vaser

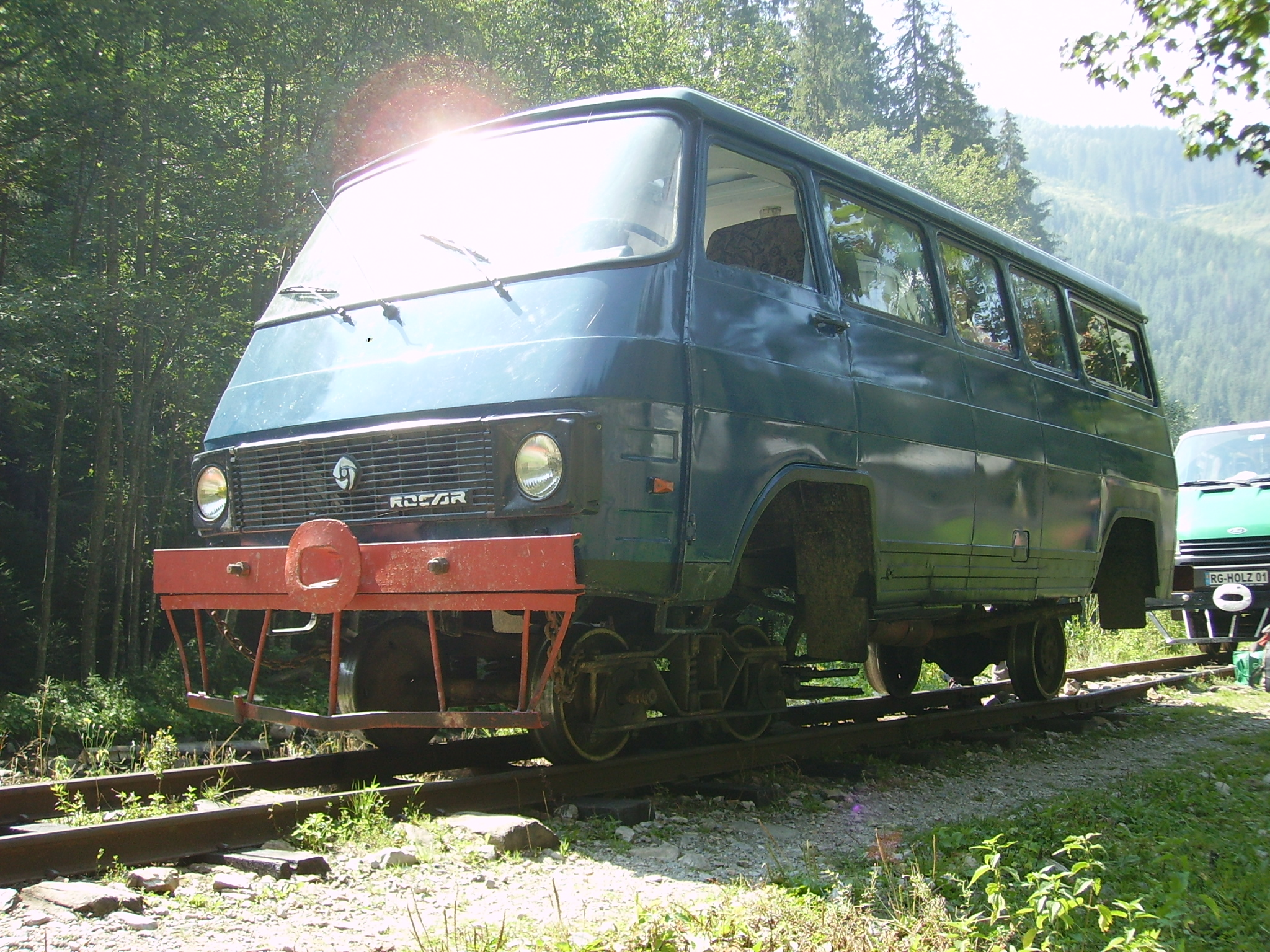
Un Rocar minivan en rails

El mocăniță més conegut corre a la Vall de Vaser al comtat de Maramureș. El ferrocarril va ser construït al període 1933-193 i utilitza un calibre de 760 mm. Fou parcialment destruït per tropes alemanyes durant la guerra, però va ser reconstruït un altre cop. Principalment ha estat utilitzat per fer transportar llenya, però al 2004 es va rehabilitar com a atracció turística. Un entusiasta suís que va establir-se a Romania al 1987 va contribuir a salvar el ferrocarril començant una organització: "Hilfe für dau Wassertalbahn en Rumänien".
S'utilitzen diverses màquines de vapor: 764-211 (Măriuța) construïdes a Berlín per Orenstein & Koppel el 1910; i una 763-193 (Krauss) també feta a Alemanya, el 1921. Hi ha cinc locomotores romaneses construïdes a Reşiţa entre 1953-1955. Els motors dièsel (construïts entre els anys seixanta i setanta) i altres vehicles com els monovolums convertits també funcionen a les línies. Aquests últims són utilitzats per la policia de fronteres, els guardaboscos i altres per pujar ràpidament per les muntanyes.
Les vies van des de Vișeu de Sus, des d'un jardí de Strada AI Cuza, 1,5 km al nord del centre de la ciutat. La línia principal és 43 de km, de Vișeu de Sus a Comanu, prop de la frontera ucraïnesa (antiga polonesa), tot i que el servei pot acabar abans a Faina. Aquest viatge sol durar entre 3 i 4 hores per trajecte.
Hi ha dues branques més: al llarg de la vall de Novăț (13 km) i cap a Stevioara (3 km). El tren de tant en tant pot sortir dels carrils, però a una velocitat de 10 km / hora, això no representa cap perill i els passatgers experimentats ajuden a tornar el tren als rails. La vall de Vaser és un lloc excepcionalment paisatgístic, l'hàbitat de molts ossos i cérvols, juntament amb molts bovins i ovelles. La línia està dirigida per una empresa privada, Căile Ferate Forestiere (CFF). A més dels serveis regulars, els turistes poden traçar els trens; també s'ofereixen serveis especials, per exemple la nit de Cap d'Any.
El ferrocarril i el motor Mariuța apareixen a l'episodi 3 "Wild East" ("Del Dniestr al Danubi" a la versió nord-americana) de New Europe de Michael Palin. Es pot veure a la part 3 d'aquest episodi a YouTube amb un índex de temps de 2 minuts i 54 segons.

## Altrs mocăniţes

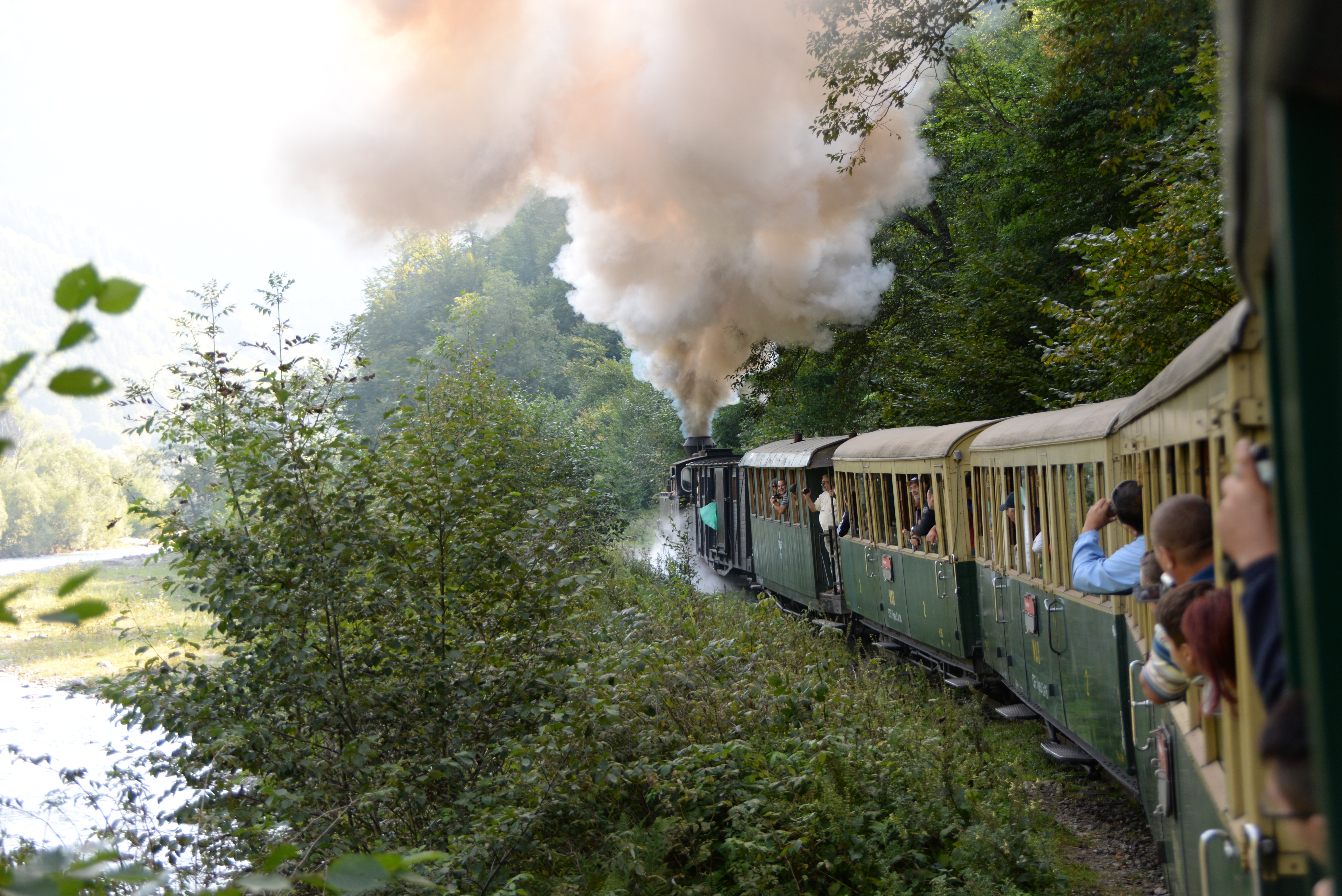
Estret-gauge tren barrejat en Vișeu de Sus, setembre 2014

- A la regió de les muntanyes d'Aries, al comtat d'Alba ara hi ha trens que operen al tram Abrud a Câmpeni d'aquesta línia. Està previst que en el futur funcionin des d'Abrud fins a Turda. Quan es feia com a ferrocarril no turístic, el temps de viatge del viatge de 93 quilòmetres de Turda a Abrud va trigar unes sis hores i mitja. (Horari CFR 1988).
- A la vall de Hartibaciu, des de Sibiu fins a Agnita, la línia de ferrocarril Agnita està designada com a monument històric, per la qual cosa es salva de ser desballestada i els plans per reactivar-la podrien activar-se.
- De Covasna (Kovászna) a Comandău al comtat de Covasna[Enllaç no actiu] Els darrers viatges regulars es van produir aquí el 1999, però el 2002 es va formar una associació per salvar el tren i des de llavors s'han fet diversos viatges. Un vídeo d'aquesta mocăniţa (en alemany) Arxivat 2011-09-30 a Wayback Machine.
- De Crişcior a Brad al comtat de Hunedoara[Enllaç no actiu]. Actualment, la línia es classifica com a línia de patrimoni històric i s'utilitza per al turisme durant les vacances. Un vídeo amateur d'una mocăniţa a Brad
- S'han suggerit altres línies com a candidats per convertir-se en atraccions turístiques "mocăniță", i s'ha intentat fer alguna activitat en algunes d'aquestes, tot i que la situació pot no ser estable. Inclouen les línies següents: Târgu Mureş (Marosvásárhely) a Band (Mezőbánd)[Enllaç no actiu], Dorneşti a Nisipitu i a Moldoviţa[Enllaç no actiu] - encara que alguns d'aquests poden circular per via d'ample normal.